# 安養駅

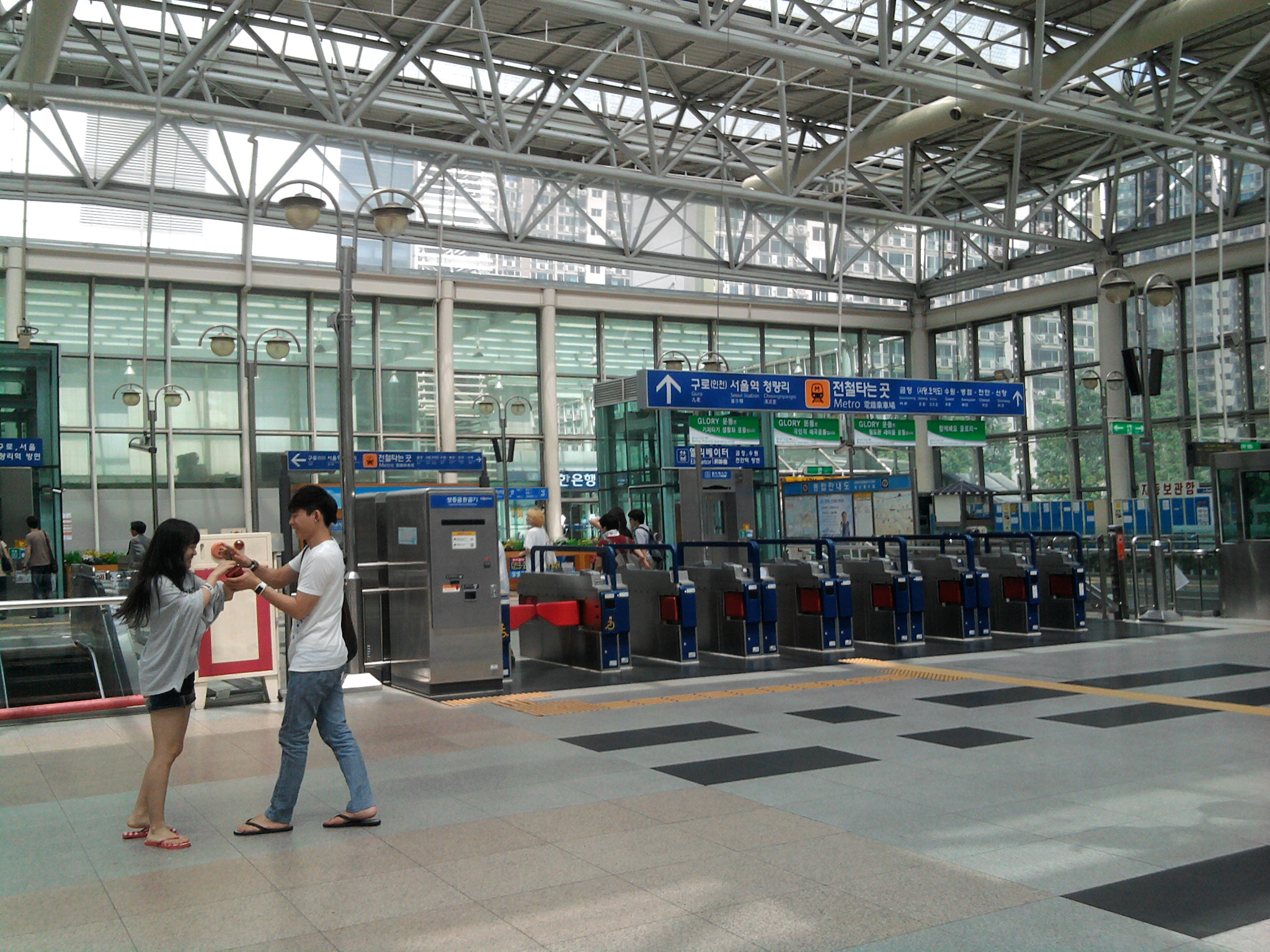
改札口

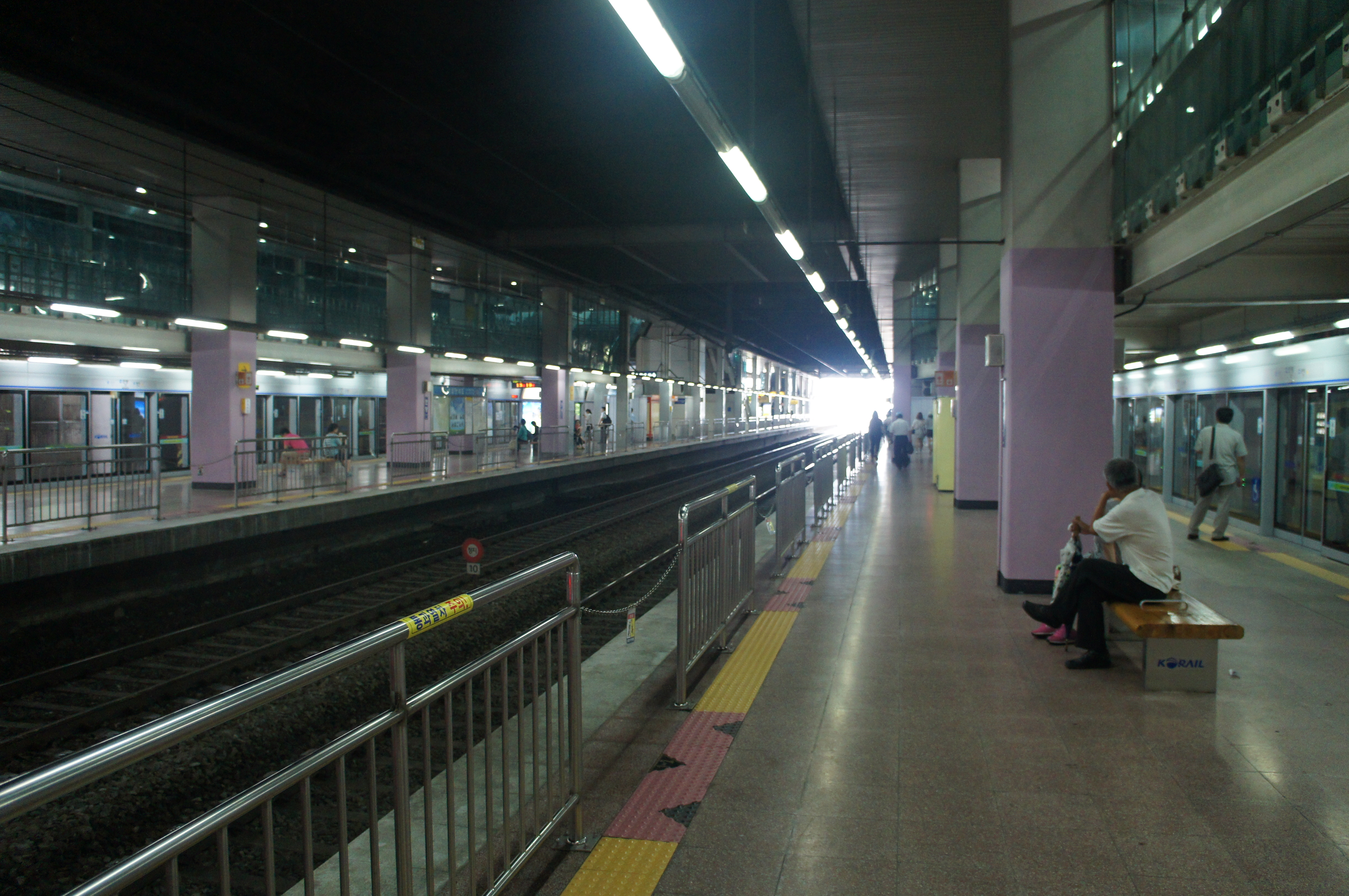
電鉄ホーム

安養駅（アニャンえき）は、大韓民国京畿道安養市万安区安養1洞にある、韓国鉄道公社（KORAIL）の駅。
乗り入れている路線は、線路名称上は京釜線1路線のみであるが、当駅に停車するムグンファ号やヌリロ、京釜電鉄線（首都圏電鉄1号線）電車の一部が他路線に直通する。京釜電鉄線の駅番号は(P147)

## 駅構造
当駅の駅舎は民間事業者が運営する民資駅舎で、ロッテ百貨店安養店、ロッテシネマ安養、新韓銀行安養支店が併設している。
ホームは島式2面4線を有しており、ホーム北方はムグンファ号などが停車する低床ホーム、ホーム南方は電鉄が停車する高床ホームとなっている。
出口は1番（駅西側）と2番（駅東側）の2ヶ所ある。　

### のりば
| 1 | 京釜電鉄線 | 緩行                 | 九老・地下ソウル駅・清凉里・光云大方面                   |
| 1 | 京釜電鉄線 | 急行                 | 九老・永登浦・龍山方面                                   |
| 2 | 京釜線     | ヌリロ・ムグンファ号 | 永登浦・龍山・ソウル方面                                 |
| 3 | 京釜線     | ヌリロ・ムグンファ号 | 大田・東大邱・釜山・新海雲台・木浦・麗水・新昌・長項方面 |
| 4 | 京釜電鉄線 | 緩行                 | 水原・西東灘・天安・新昌方面                             |
| 4 | 京釜電鉄線 | 急行                 | 水原・餅店・平沢・天安方面                               |

## 利用状況
近年の一日平均乗車人員推移は下記の通り。
| 路線       | 乗車人員 | 乗車人員 | 乗車人員 | 乗車人員 | 乗車人員 | 乗車人員 | 乗車人員 | 乗車人員 | 乗車人員 | 乗車人員 | 乗車人員 | 注 釈 |
| 路線       | 2000年   | 2001年   | 2002年   | 2003年   | 2004年   | 2005年   | 2006年   | 2007年   | 2008年   | 2009年   | 2010年   | 注 釈 |
| ---------- | -------- | -------- | -------- | -------- | -------- | -------- | -------- | -------- | -------- | -------- | -------- | ----- |
| 京釜電鉄線 | 18838    | 21538    | 27618    | 30947    | 23763    | 24537    | 25358    | 26402    | 27651    | 27864    | 28492    | [ 1 ] |

## 駅周辺
- 大林大学校
- 安養駅ショッピングモール

- 万安治安センター
- 安養市外バスターミナル
- 硏成大学校
- 安養科学大学
- 安養工業高等学校（朝鮮語版）
- 安養大学校
- 安養女子中学校
- 安養女子高等学校（朝鮮語版）
- 安養川（朝鮮語版）
- 安養治安センター
- 安養1洞住民センター
- 安養2洞住民センター
- 安養4洞住民センター
- 安養1番街
- 安一初等学校
- 養明高等学校（朝鮮語版）
- 養明女子高等学校（朝鮮語版）
- イーマート 安養店
- 中央治安センター
- 安養市外バスターミナル

## 歴史
- 1905年1月1日 - 京釜線開通と同時に普通駅として営業開始。
- 1951年1月26日 - 朝鮮戦争で駅舎焼失。
- 1956年6月23日 - 駅舎竣工。
- 1974年8月15日 - 首都圏電鉄（京釜電鉄線）運転開始。
- 1992年3月27日 - 貨物取り扱い開始。
- 1994年1月11日 - 貨物取り扱い中止。
- 2001年12月 - 民資駅舎完工。
- 2005年1月20日 - 京釜電鉄線急行列車が停車するようになる。
- 2009年6月1日 - ヌリロ号運転開始。
- 2010年 - ホームドア設置。

## 隣の駅
韓国鉄道公社　
京釜線　
ITX-セマウル・セマウル号
通過　
ムグンファ号・ヌリロ
永登浦駅 - 安養駅 - 水原駅　
京釜電鉄線　
急行　
加山デジタル団地駅 (P142) - (衿川区庁駅 (P144)平日ラッシュ時のみ) - 安養駅 (P147) - 衿井駅 (P149)
緩行　
冠岳駅 (P146) - 安養駅 (P147) - 鳴鶴駅 (P148)　